# Freire
Freire is een gemeente in de Chileense provincie Cautín in de regio Araucanía. Freire telde 24.606 inwoners in 2017 en heeft een oppervlakte van 935 km².
- Virtual International Authority File: 251145858059623021683
- WorldCat: E39PBJc83CKWr7yXjTVhfVtqcP